# NGC 107
NGC 107 é uma galáxia espiral (Sbc) localizada na direcção da constelação de Cetus. Possui uma declinação de -08° 17' 00" e uma ascensão recta de 0 horas, 25 minutos e 42,1 segundos.